# ペンエーグ・ラッタナルアーン
ペンエーグ・ラッタナルアーン（เป็นเอก รัตนเรือง、Pen-Ek Ratanaruang、1962年3月8日 - ）は、タイ、バンコク生まれの映画監督、脚本家である。
トム・パネット（Tom Pannet）の通名を持っており、ファンや交流関係にある人物からはニックネームで「トム」と呼ばれている。
浅野忠信の主演した映画『地球で最後のふたり』の監督を務めるなど、日本とも関わりがある。

## 経歴
- 1962年 タイ、バンコクで生まれる
- 1977年 アメリカ、ニューヨークに渡り、プラット・インスティテュート（Pratt Institute）で絵画史を専攻。その後1985年までDesignframe Incorporateで、フリーのデザイナーとして働く。
- 1985年 タイに帰国後、レオ・バーネット・エージェンシーでアート部門のディレクターを勤める
- 1997年 『FUN,BAR,KARAOKE』で監督デビュー

## 監督作品
- 1997年 『FUN,BAR,KARAOKE』
- 1999年 『6IXTTYNIN9』
- 2002年 『わすれな歌』
- 2003年 『地球で最後のふたり』
- 2005年 『インビジブル・ウェーブ（英語版）』
- 2011年 『ヘッドショット（英語版）』

## 出演作品
- 2014年 『あの店長』